# Rusłan Krawczenko
Rusłan Andrijowycz Krawczenko (ukr. Кравченко Руслан Андрійович; ur. w 1990 w Siewierodoniecku) – ukraiński prokurator i wojskowy, od 2023 roku gubernator obwodu kijowskiego.       

## Życiorys

### Wykształcenie
Ukończył Kijowskie Liceum Wojskowe im. Iwana Bohuna. W 2012 roku ukończył prawoznawstwo na Wydziale Prawa Wojskowego Narodowego Uniwersytetu Prawnego im. Jarosława Mądrego. Otrzymał wojskowy stopień porucznika.

### Działalność prokuratorska
W latach 2012–2014 pracował jako śledczy Prokuratury Sewastopolskiej, a także starszy prokurator Prokuratury Równej i Lwowskiej. Od 2014 do 2015 roku był prokuratorem Prokuratury Wojskowej Południowego Okręgu Ukrainy. W latach 2015–2019 pracował w Naczelnej Prokuraturze Wojskowej Prokuratury Generalnej Ukrainy. Od 2019 do 2020 roku był zastępcą prokuratora wojskowego Prokuratury Generalnej Ukrainy. W latach 2020–2021 pracował jako naczelnik wydziału zarządzania procesowego Prokuratury Generalnej. Od 15 marca 2021 do 2023 roku kierował buczańską prokuraturą rejonową.

### Działalność polityczna
7 kwietnia 2023 roku Rada Ministrów poparła wybór Krawczenki na gubernatora obwodu kijowskiego. 10 kwietnia tego samego roku Prezydent Ukrainy dekretem nr nr 204/2023 mianował go szefem Kijowskiej Obwodowej Administracji Państwowej.

## Życie prywatne
Jest żonaty z Oleną Shkrobanets.

## Odznaczenia i wyróżnienia
- Order "Za zasługi" III klasy (2022)[5][6]
- Order Daniela Halickiego (2016)[6]
- Medal „Za udział w operacji antyterrorystycznej” (2016)[6]
- Odznaka / Wyróżnienie Ministerstwa Obrony Ukrainy – „Znak Honoru” (2018)[6]